# Saint-Clément-de-Valorgue
Saint-Clément-de-Valorgue là một xã ở tỉnh Puy-de-Dôme trong vùng Auvergne-Rhône-Alpes miền trung nước Pháp.